# Liste der Bodendenkmäler in Diespeck
Auf dieser Seite sind die Bodendenkmäler in der mittelfränkischen Gemeinde Diespeck zusammengestellt. Diese Tabelle ist eine Teilliste der Liste der Bodendenkmäler in Bayern. Grundlage ist die Bayerische Denkmalliste, die auf Basis des Bayerischen Denkmalschutzgesetzes vom 1. Oktober 1973 erstmals erstellt wurde und seither durch das Bayerische Landesamt für Denkmalpflege geführt wird. Die folgenden Angaben ersetzen nicht die rechtsverbindliche Auskunft der Denkmalschutzbehörde.

## Bodendenkmäler in Diespeck
| Lage                       | Objekt | Akten-Nr.     | Bild           |
| -------------------------- | --- | ------------- | -------------- |
| Kirchgasse 11 (Standort)   | Mittelalterliche und frühneuzeitliche Befunde im Bereich der evangelisch-lutherischen Pfarrkirche St. Bartholomäus und des ehemaligen befestigten Kirchhofes in Stübach.                                                       | D-5-6329-0115 | weitere Bilder |
| (Standort)                 | Mittelalterliche und frühneuzeitliche Befunde im Bereich des ehemaligen Wasserschlosses in Stübach. | D-5-6329-0116 |                |
| (Standort)                 | Archäologische Befunde des Mittelalters und der frühen Neuzeit, darunter solche des spätmittelalterlichen Niederungsburgstalles, im Bereich des frühneuzeitlichen Herrensitzes von Diespeck mit zugehörigen Wirtschaftsbauten. | D-5-6329-0166 |                |
| Am Kirchberg 12 (Standort) | Mittelalterliche und frühneuzeitliche Befunde im Bereich der evangelisch-lutherischen Pfarrkirche St. Johannes Baptist in Diespeck.                                                                                            | D-5-6429-0111 | weitere Bilder |
| Obersachsen 2 (Standort)   | Spätmittelalterliche und frühneuzeitliche Befunde im Bereich des abgegangenen Schlosses Waldsachsen. | D-5-6329-0188 |                |
| (Standort)                 | Mittelalterliche und frühneuzeitliche Befunde im Bereich des ehemaligen Schlosses in Dettendorf. | D-5-6430-0075 |                |